# Schafmattbahn
| Streckenlänge: | 45,8 km              |                            |                            |
| Spurweite: | 1435 mm (Normalspur) |                            |                            |
| Maximale Neigung: | 12 ‰                 |                            |                            |
| Minimaler Radius: | 400 m                |                            |                            |
| |                      |                            |                            |
| \| \| \| Basel Centralbahnhof \| \| \| \| Basel Schafmattbahnhof \| \| \| \| Jurabahn \| \| \| \| zur Basler Verbindungsbahn \| \| \| \| Muttenz \| \| \| \| Pratteln \| \| \| \| Hauensteinstrecke \| \| \| \| Ergolz \| \| \| \| Niederschönthal \| \| \| \| Liestal \| \| \| \| Sissach \| \| \| \| Ergolz \| \| \| \| Gelterkinden \| \| \| \| Rothenfluh \| \| \| \| Oltingen \| \| \| \| Schafmatt-Tunnel (5,5 km) \| \| \| \| Erlinsbach \| \| \| \| Aare \| \| \| \| Olten–Aarau \| \| \| \| Stadttunnel \| \| \| \| Aarau \| |                      |                            |                            |
| Bahnhof |                      | Basel Centralbahnhof       | Basel Centralbahnhof       |
| Kopfbahnhof Streckenanfang (Strecke außer Betrieb) · Strecke |                      | Basel Schafmattbahnhof     | Basel Schafmattbahnhof     |
| Kreuzung (Strecke geradeaus außer Betrieb) · Abzweig geradeaus und nach rechts |                      | Jurabahn                   | Jurabahn                   |
| Abzweig geradeaus, nach links und von links (Strecke außer Betrieb) · Kreuzung geradeaus oben (Querstrecke außer Betrieb) |                      | zur Basler Verbindungsbahn | zur Basler Verbindungsbahn |
| Bahnhof (Strecke außer Betrieb) · Bahnhof |                      | Muttenz                    | Muttenz                    |
| Bahnhof (Strecke außer Betrieb) · Bahnhof |                      | Pratteln                   | Pratteln                   |
| Kreuzung geradeaus unten (Strecke geradeaus außer Betrieb) · Strecke nach rechts |                      | Hauensteinstrecke          | Hauensteinstrecke          |
| Brücke über Wasserlauf (Strecke außer Betrieb) |                      | Ergolz                     | Ergolz                     |
| Bahnhof (Strecke außer Betrieb) |                      | Niederschönthal            | Niederschönthal            |
| Bahnhof (Strecke außer Betrieb) |                      | Liestal                    | Liestal                    |
| Bahnhof (Strecke außer Betrieb) |                      | Sissach                    | Sissach                    |
| Brücke über Wasserlauf (Strecke außer Betrieb) |                      | Ergolz                     | Ergolz                     |
| Bahnhof (Strecke außer Betrieb) |                      | Gelterkinden               | Gelterkinden               |
| Bahnhof (Strecke außer Betrieb) |                      | Rothenfluh                 | Rothenfluh                 |
| Bahnhof (Strecke außer Betrieb) |                      | Oltingen                   | Oltingen                   |
| Tunnel (Strecke außer Betrieb) |                      | Schafmatt-Tunnel (5,5 km)  | Schafmatt-Tunnel (5,5 km)  |
| Bahnhof (Strecke außer Betrieb) |                      | Erlinsbach                 | Erlinsbach                 |
| Brücke über Wasserlauf (Strecke außer Betrieb) |                      | Aare                       | Aare                       |
| Abzweig ehemals geradeaus und von rechts |                      | Olten–Aarau                | Olten–Aarau                |
| Tunnel |                      | Stadttunnel                | Stadttunnel                |
| Bahnhof |                      | Aarau                      | Aarau                      |

Die Schafmattbahn war ein nicht realisiertes Eisenbahnprojekt in der Nordwestschweiz. In den 1850er Jahren war sie als Alternative zur letztlich verwirklichten Hauensteinstrecke als Jura-Durchstich im Gespräch. Sie hätte von Sissach unter der Schafmatt hindurch nach Aarau geführt. Wäre sie gebaut worden, dann wäre Aarau anstatt Olten zum zentralen Knotenpunkt des Schweizer Eisenbahnnetzes aufgestiegen. Vier Jahrzehnte später scheiterte ein weiterer von Olivier Zschokke initiierter Versuch, eine Bahnstrecke unter der Schafmatt zu bauen, diesmal als Entlastung der Hauensteinstrecke. Stattdessen entstand der ebenfalls nach Olten führende Hauenstein-Basistunnel.

## Aarau als möglicher Eisenbahnknoten
1850 war noch nicht abschliessend entschieden, ob das Schweizer Eisenbahnnetz durch den erst zwei Jahre zuvor gegründeten Bundesstaat oder durch private Bahngesellschaften erbaut werden sollte. In diesem Jahr erteilte der Bundesrat den britischen Ingenieuren Robert Stephenson und Henry Swinburne den Auftrag, ein Grobkonzept für ein gesamtschweizerisches Eisenbahnnetz zu entwerfen. In ihrem Gutachten hoben die beiden Experten eine Streckenführung durch den Unteren Hauenstein als den geeignetsten Übergang durch den Jura hervor. Als Variante schlugen sie eine Verbindung von Basel über Liestal, Sissach und die Schafmatt nach Aarau vor.
Die Aarauer Stadtbehörden setzten sich vehement dafür ein, ihre Stadt zum zentralen Eisenbahnknoten der Ost-West-Hauptstrecke Zürich–Bern und der Nord-Süd-Hauptstrecke Basel–Luzern zu machen. An die Schafmattbahn anschliessend, sollte letztere von Aarau durch das Suhrental nach Sursee geführt werden. Der Stadtrat lobbyierte sogar direkt bei dem aus Aarau stammenden Bundesrat Friedrich Frey-Herosé. Ebenso entwarf Ernst Heinrich Michaelis ein Vorprojekt, und ein Ingenieur Leemann erstellte ein Gutachten. 1852 beschlossen National- und Ständerat das erste Eisenbahngesetz, das den Bahnbau privaten Gesellschaften überliess. Die im Februar 1853 gegründete Schweizerische Centralbahn (SCB) entschied sich daraufhin für den Bau der Hauensteinstrecke und für die geographisch günstiger gelegene Stadt Olten als Eisenbahnknoten.

## Das Projekt Zschokke
Der 1871 beschlossene Bau der Gotthardbahn brachte eine Fülle an Bahnprojekten hervor, die alle eine Verkürzung der Zufahrtslinien anstrebten. Erneut schien die Schafmattbahn gute Chancen zu haben, verwirklicht zu werden. Zum Zuge kam jedoch die gemeinsam von der SCB und der Schweizerischen Nordostbahn (NOB) erbaute Bözbergstrecke, die 1875 in Betrieb ging und eine direkte Verbindung zwischen Basel und Zürich ermöglichte. Die Eröffnung der Gotthardbahn im Jahr 1882 hatte einen starken Anstieg des Transitverkehrs zur Folge. Bald darauf erschienen die ersten Zeitungsartikel, die darauf abzielten, die steigungsreiche Hauensteinstrecke durch einen neuen Jura-Durchstich zu entlasten. 1888 veröffentlichte der Aarauer Ingenieur und Politiker Olivier Zschokke ein detailliert ausgearbeitetes Projekt für eine Schafmattbahn, für die er zwei Varianten mit annähernd gleicher Strecken- und Tunnellänge vorschlug. Die erste Variante von 23,886 km Länge und einer maximalen Neigung von 12 Promille sollte von Sissach über Gelterkinden, Oltingen und Erlinsbach nach Aarau führen. Die zweite Variante – Länge 23,366 km und maximale Neigung 15 Promille – sollte Sissach und Aarau über Gelterkinden, Zeglingen und Stüsslingen verbinden.
Nach einer sorgfältigen Prüfung beider Varianten entschied sich Zschokke, jene über Oltingen weiterzuverfolgen. Ein von ihm mitbegründetes Komitee, dem unter anderem der Aarauer Stadtammann Max Schmidt angehörte, reichte am 7. März 1890 beim Bundesrat ein entsprechendes Konzessionsgesuch ein. Die SCB sicherte zwar die Mitbenutzung des Bahnhofs Sissach zu, lehnte dies aber für die Strecke Sissach–Basel ab. Aus diesem Grund reichte das Komitee am 28. Juli ein weiteres Gesuch für eine teilweise parallel verlaufende eingleisige Strecke zwischen beiden Orten ein. Die Schafmattbahn sollte in Basel einen eigenen Kopfbahnhof beim Rangierbahnhof Basel-Muttenz erhalten, mit Anschlüssen an die Jurabahn und an die Basler Verbindungsbahn zum Badischen Bahnhof, jedoch nicht zum Centralbahnhof. Nahe an den Ortskernen von Muttenz und Pratteln vorbei und anschliessend bis Böckten dem rechten Ufer der Ergolz folgend, sollte die Strecke den auf 505 m ü. M. gelegenen Kulminationspunkt bei Oltingen erreichen. Dort war das Nordportal des 5,5 km langen Tunnels unter der Schafmatt vorgesehen. Vom Südportal bei Obererlinsbach aus würde die Strecke in einem weiten Bogen über die Aare führen und westlich des Stadttunnels in die Bahnstrecke Olten–Aarau münden. Die Gesamtlänge der Bahn hätte 45,8 km betragen, der minimale Radius 400 m.
Das Komitee machte ausdrücklich darauf aufmerksam, dass die Schafmattbahn zusammen mit der in Aarau anschliessenden Aargauischen Südbahn die kürzestmögliche Verbindung von Basel zur Gotthardbahn wäre und deshalb von grosser Bedeutung für den Transitverkehr sei. Die Verbindung Basel–Aarau–Bellinzona wäre 251 km lang gewesen, also 10 km kürzer als über den Bözberg und 22 km kürzer als über den Hauenstein. Das Komitee rechnete mit Gesamtkosten in der Höhe von 20 Millionen Franken, davon 7,425 Millionen für den Schafmatt-Tunnel und zwei Millionen für den Bahnhof in Basel. In der Vernehmlassung hatten die Regierungen der Kantone Aargau, Basel-Landschaft und Solothurn keine Einwände, während sich der Kanton Basel-Stadt ausdrücklich gegen das Projekt aussprach. Der Nutzen einer Schafmattbahn sei für Basel-Stadt gering, die Teilstrecke Basel–Sissach volkswirtschaftlich sogar schädlich. Die SCB wiederum rückte im November 1890 von ihrer Blockadehaltung ab, da in einigen Jahren die Verstaatlichung der Gesellschaft geplant war. Unter diesen geänderten Umständen sei eine zusätzliche Strecke Basel–Sissach nicht mehr notwendig. Im März 1891 sicherte das Komitee stattdessen eine finanzielle Beteiligung am Ausbau des Basler Centralbahnhofs zu. Nach einer weiteren Verhandlungsrunde zog Basel-Stadt zwei Monate später seine Einsprache zurück.
Der Bundesrat erteilte die Konzession im Juni 1892, doch Arbeiten an der Schafmattbahn blieben aus, da das Komitee die Eisenbahnverstaatlichung abwarten wollte. Nach der Annahme des Rückkaufgesetzes im Jahr 1898 erfolgte 1902 die Gründung der Schweizerischen Bundesbahnen SBB. Das Projekt der Schafmattbahn drohte in Vergessenheit zu geraten, bis der Verwaltungsrat der SBB im Dezember 1906 die Planung eines neuen Jura-Durchstichs in Auftrag gab. Er sollte eine möglichste direkte Zufahrt sowohl zur Gotthardbahn als auch zu der im Bau befindlichen Lötschbergstrecke ermöglichen. Unter diesen neuen Voraussetzungen schien nur ein Hauenstein-Basistunnel sinnvoll zu sein. Der Aargauer Grosse Rat forderte im Juli 1907 eindringlich die Verwirklichung des zurückgestellten Schafmattbahn-Projekts, hatte damit aber keinen Erfolg. Schliesslich entschieden sich die SBB im September 1909 für den Bau des Hauenstein-Basistunnels, der 1916 nach vierjähriger Bauzeit in Betrieb ging.